# Codice di Chantilly
Il Codice di Chantilly (Chantilly, Musee Conde MS 564) è un codice musicale manoscritto di musiche medioevali contenente pezzi di autori vari che scrissero nello stile dell'Ars subtilior. 
La maggior parte delle composizioni contenute nel Codice sono state scritte fra il 1350 ed il 1400. In esso sono contenute 112 composizioni in totale, per la maggior parte di compositori francesi e tutte polifoniche. Il Codice contiene esempi delle forme maggiormente in voga all'epoca come ballate, rondeau, virelai e mottetti isoritmici. Alcuni dei mottetti sono scritti in maniera ritmicamente molto complessa e con un'intricata notazione musicale (un esempio di ciò si può riscontrare in una composizione di Baude Cordier Belle, Bonne, Sage, che risulta trascritta a forma di cuore).
Il Codice di Chantilly contiene musiche dei seguenti compositori: Johannes Symonis, Jehan Suzay, Pierre des Molins, Goscalch, Solage, Baude Cordier, Grimace, Guillaume de Machaut, Jean Vaillant, Franciscus Andrieu, Cunelier e Senleches.

## Registrazioni
- Ensemble Organum. Codex Chantilly. Harmonia Mundi, 1987.
- Ensemble P. A. N. Ars Magis Subtiliter. New Albion, 1989.